# Norfolk (Virginie)
Pour les articles homonymes, voir Norfolk.
Norfolk est une ville indépendante américaine. Fondée en 1682, elle est située sur la côte est des États-Unis, dans l'État de Virginie. Elle compte 244 076 habitants lors des estimations de 2018, ce qui en fait la deuxième ville de l'État en nombre d'habitants. Elle abrite la base navale de Norfolk, plus grande base aéronavale du monde.

## Histoire
Elle est fondée en 1622 par Adam Thoroughgood (1604-1640), un colon originaire de King's Lynn, une ville du comté de Norfolk en Angleterre.

## Géographie

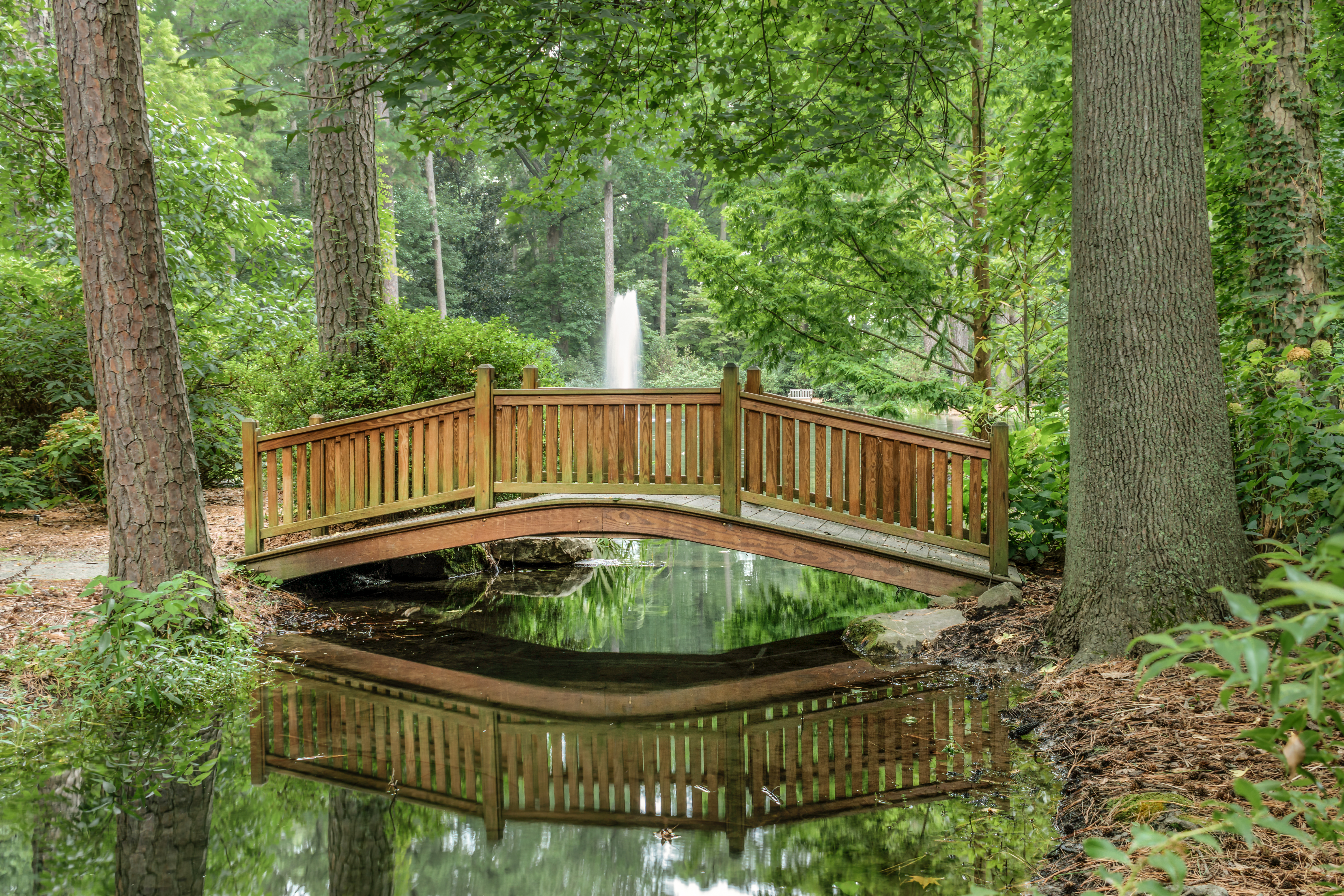
Le pont de la lune dans le jardin botanique de Norfolk en août 2017.

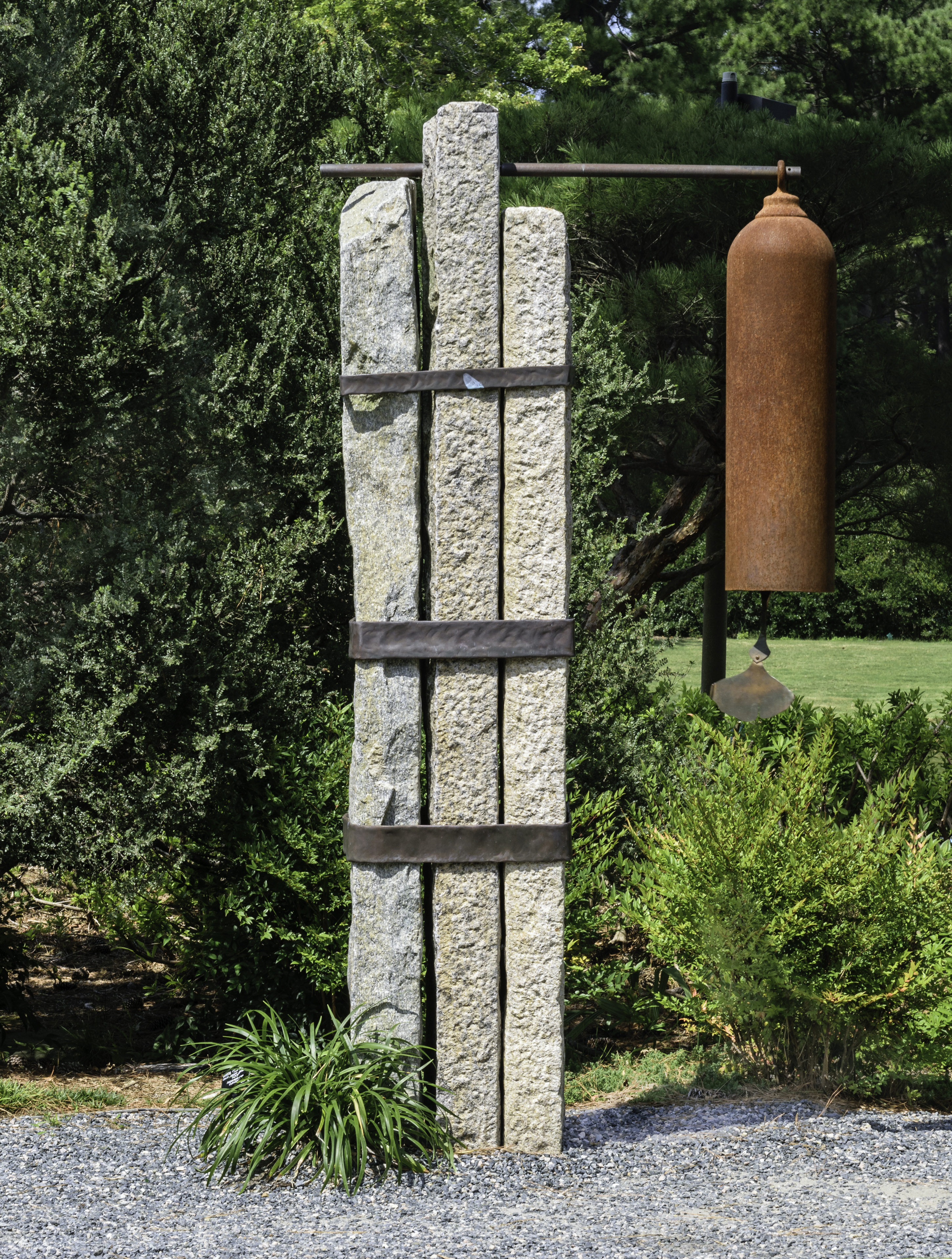
Cloche style japonais, dans le jardin botanique de Norfolk en septembre 2017.

Située sur la côte Atlantique, à l'entrée de la baie de Chesapeake, à l'ouest de l'embouchure de la James River et de Nansemond River, ainsi qu'au sud des Hampton Roads, Norfolk est traversé par un certain nombre de cours d'eau formant les trois branches de la Elizabeth River : East Branch, South Branch et West Branch, ou par la Lafayette River.

## Base navale
Elle compte sur son sol une des principales bases navales de l'US Navy et elle est le siège du United States Joint Forces Command.
Elle abrite également le Nauticus et le Hampton Roads Naval Museum, musée maritime devant lesquels est amarré l'USS Wisconsin (BB-64), désormais navire-musée.

## Climat
| Mois                              | jan. | fév. | mars | avril | mai  | juin | jui.  | août  | sep. | oct. | nov. | déc. | année    |
| --------------------------------- | ---- | ---- | ---- | ----- | ---- | ---- | ----- | ----- | ---- | ---- | ---- | ---- | -------- |
| Température minimale moyenne (°C) | −0,6 | 0,2  | 4,1  | 8,4   | 13,8 | 18,4 | 21,1  | 20,8  | 17,9 | 11,6 | 6,6  | 1,9  | 10,3     |
| Température moyenne (°C)          | 3,9  | 5    | 9,2  | 13,9  | 18,9 | 23,4 | 25,7  | 25,1  | 22,2 | 16,2 | 11,4 | 6,6  | 15,1     |
| Température maximale moyenne (°C) | 8,7  | 9,8  | 14,4 | 19,4  | 24,1 | 28,3 | 30,2  | 29,5  | 26,4 | 20,8 | 16,2 | 11,2 | 19,9     |
| Précipitations (mm)               | 96   | 88,1 | 94   | 77,7  | 96,8 | 97   | 128,5 | 122,2 | 99,1 | 80   | 72,4 | 82   | 1 133,76 |

### Changement climatique
Avec la hausse du niveau de la mer et l'enfoncement progressif des terres, Norfolk est une ville de plus en plus fréquemment sujette aux inondations. La ville est exposée à ce risque depuis sa fondation, notamment à travers les ouragans, mais ces événements étaient peu fréquents. Les inondations sont maintenant devenues de plus en plus fréquentes et sont devenues un problème quotidien.
À cet endroit, le niveau de l'océan est monté d'environ 35 centimètres en un siècle — 36.83 centimètres de 1930 à 2010 à la station Sewells Point —. Ceci représente le double approximativement de la moyenne globale. En effet, environ 19 centimètres de la hausse sont dus au phénomène global d'élévation du niveau de la mer ; alors que 18 centimètres environ de la hausse sont causés par l'enfoncement local des terres.
Si la hausse se poursuit, le maire de Norfolk envisage que certaines parties de la ville soient abandonnées,,.
La ville de Norfolk a également demandé l'aide du Commonwealth de Virginie pour évaluer l'efficacité des moyens de lutte contre la hausse du niveau de la mer, une hausse supplémentaire de 30 centimètres étant attendue d'ici 2050.
Cette question dépasse également le cadre de la ville. En effet, la base navale de la marine des États-Unis est également vulnérable. Ainsi, une régionalisation des installations de la base Norfolk est une solution envisagée.

## Transports
Norfolk possède un aéroport international, l'aéroport international de Norfolk (code AITA : ORF), desservant aussi Virginia Beach, Williamsburg et enfin la zone d'Hampton Roads.
Au niveau des transports urbains, Norfolk est desservi par une ligne de métro léger, la Tide Light Rail.
La gare de Norfolk est desservie par Amtrak et propose des trajets vers Washington DC, New York et Boston.

## Sports

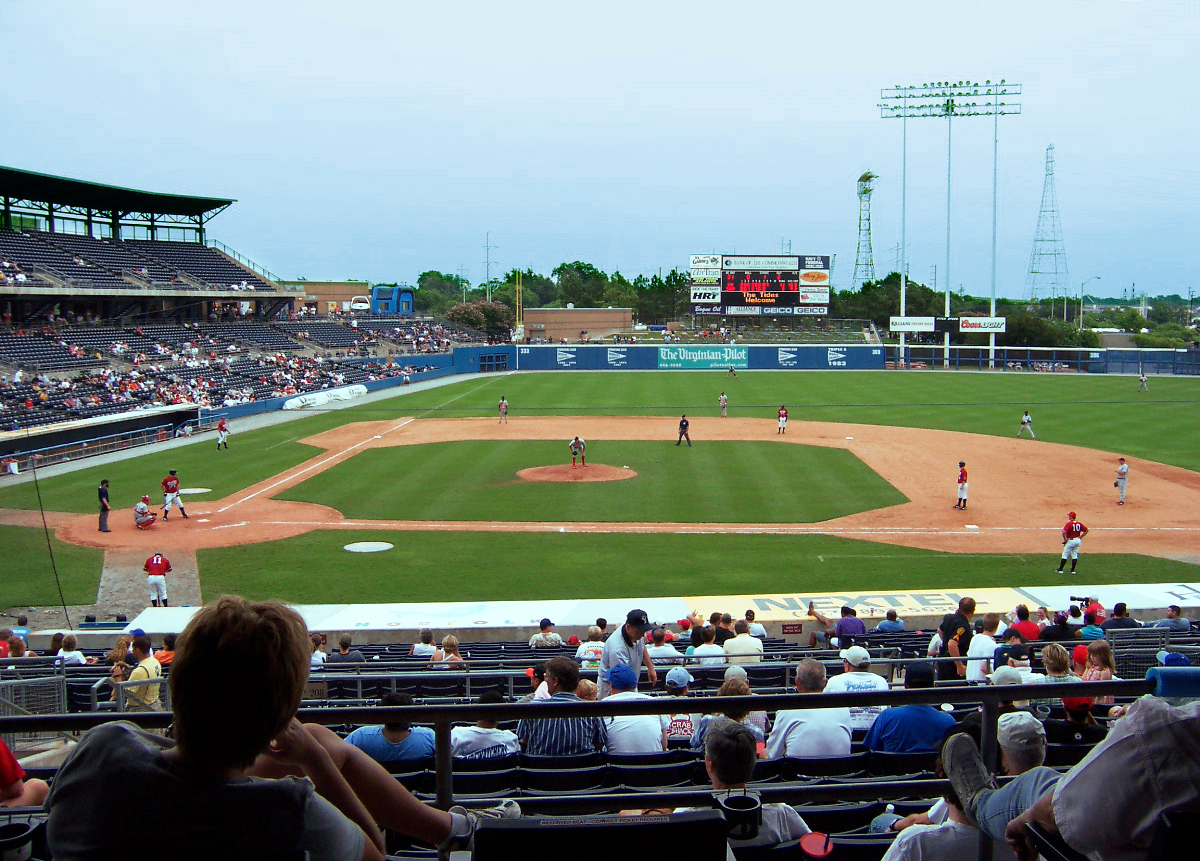
Harbor Park.

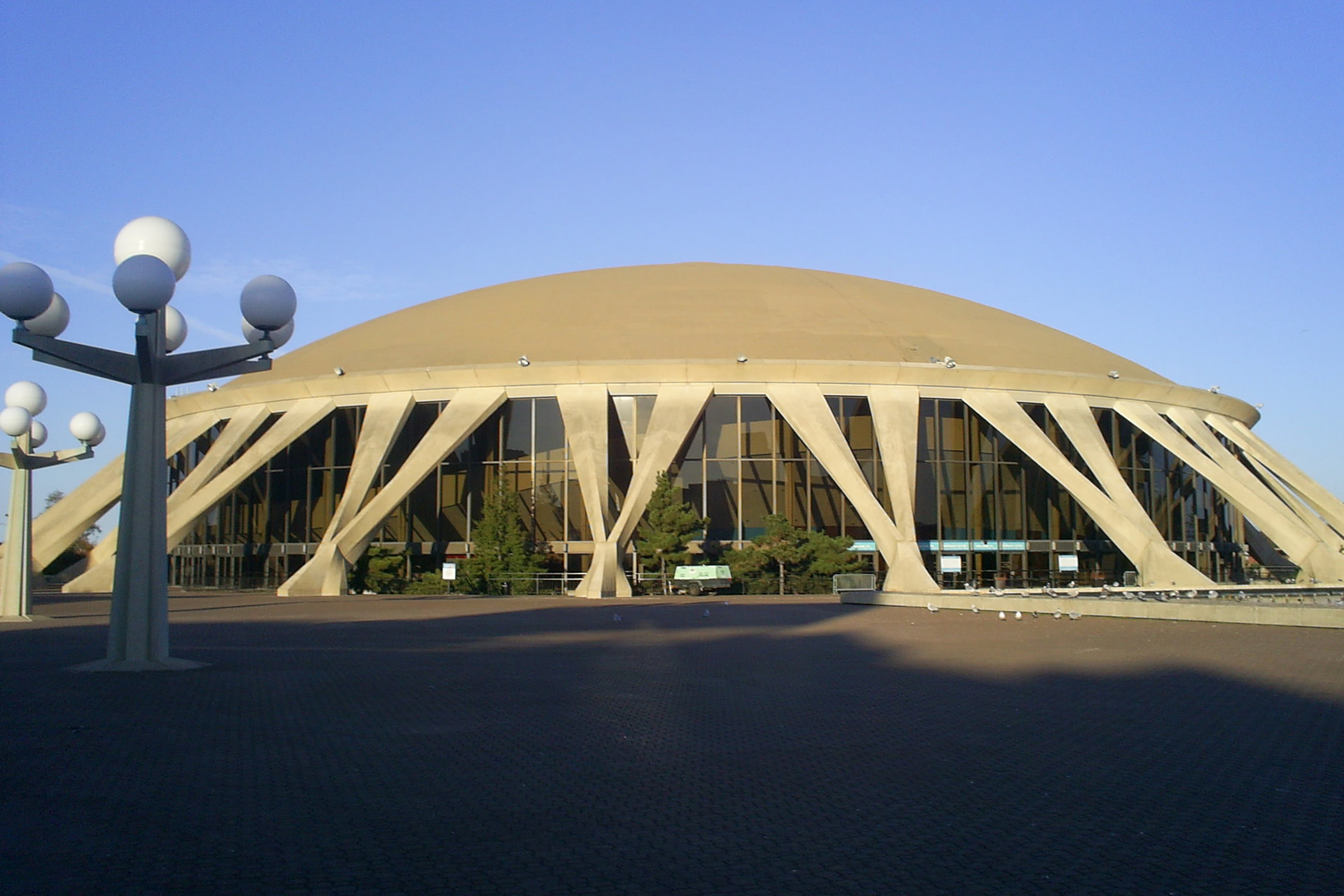
Le Norfolk Scope.

De 1970 à 1976, Norfolk servit de terrain à domicile (accompagné de Hampton, Richmond et Roanoke) pour les Squires de la Virginie une franchise de basket-ball professionnel régional de la défunte American Basketball Association (ABA). De 1970 à 1971, les Squires jouèrent leurs matchs à domicile à Norfolk dans le Old Dominion University Fieldhouse. En novembre 1971, les Virginia Squires jouèrent leurs matchs à domicile dans la nouvelle arène, la Norfolk Scope, jusqu'à ce que l'équipe et l'American Basketball Association se soient arrêtés en mai 1976.

## Personnalités liées à la commune
- Ville natale de William Harvey Carney, premier récipiendaire afro-américain de la médaille d'honneur (1840-1908).
- Ville natale de Margaret Sullavan, actrice (1911-1960).
- Ville natale de Pernell Whitaker, champion olympique et du monde de boxe (1964-2019)
- Ville natale de Timbaland, rappeur, producteur de musique (1971).
- Ville natale de Scott Travis, batteur du groupe Judas Priest (1961).
- Ville natale de Ernie Watts, saxophoniste de jazz (1945).
- Ville natale de Grant Gustin, acteur, chanteur et danseur (1990).
- Ville natale de John Wesley Shipp, acteur (1955)
- Ville natale de Rob Estes, acteur (1963)
- Ville natale de Patrick Wilson, acteur (1973)
- Ville natale de Lorraine Eason, actrice du cinéma muet (1904-1986)
- Ville natale de Gene Vincent, chanteur (1935-1971)
- Ville natale de Steve Bannon (1953-), homme d'affaires, directeur de campagne et activiste conservateur américain.
- Ville natale de Lawrence Johnson (1974), athlète, spécialiste du saut à la perche, vice-champion olympique
- Ville natale de Emmy Raver-Lampman (1988-), actrice américaine.
- Les quatre de Norfolk ont été condamnés pour viol en 1999 et reconnus innocents en 2016

## Jumelage
- Kitakyūshū (Japon) depuis 1963
- Wilhelmshaven (Allemagne) depuis 1976
- Comté de Norfolk (Royaume-Uni) depuis 1986
- Toulon (France) depuis le 21 décembre 1988
- Kaliningrad (Russie) depuis 1992
- Halifax (Canada) depuis 2006
- Cagayán de Oro (Philippines) depuis 2008
- Cochin (Inde) depuis 2010